# Pi Bord de Can Xercavins
El Pi Bord de Can Xercavins (Pinus halepensis) és un arbre que es troba a Rubí (el Vallès Occidental), el qual és un dels pins bords més gruixuts de tot el Vallès Occidental.

## Dades descriptives
- Perímetre del tronc a 1,30 m: 3,09 metres.
- Alçada: 24,2 metres.
- Amplada de la capçada: 8 x 12 metres (amplada mitjana capçada: 10 metres).
- Altitud sobre el nivell del mar: 141 metres.[1]

## Entorn
És al costat de Can Xercavins, a quatre passes del nucli urbà de Rubí i mig amagat per la densa vegetació que l'envolta. Prop d'ell, un roure i algunes alzines i plàtans de grandària considerable l'acompanyen, creant un entorn ombrívol i acollidor.

## Aspecte general
Està en bon estat de conservació, tot i que té algunes branques trencades, especialment una de molt gruixuda. A vint metres del pi, enmig d'un talús molt pendent, s'alça el Roure de Can Xercavins, amb 2,58 metres de volta de canó.

## Accés
Es troba al costat llevantí de la masia de Can Xercavins. Prenem el passeig de la Riera (una àmplia avinguda que corre paral·lela al marge dret de la riera de Rubí), a l'extrem oest del nucli urbà. La part nord d'aquesta avinguda és ocupada per indústries, però l'extrem sud és zona d'habitatges. En aquesta zona, cal prendre el carrer Pau Casals. Travessem el túnel sota la via de tren i, a mà dreta, enfilem la pista asfaltada que ens porta a Can Xercavins. El pi és a l'esquerra de la casa (est), entre aquesta i un torrent. Coordenades UTM: 31T X0418330 Y4594250.